# Culture du Pérou

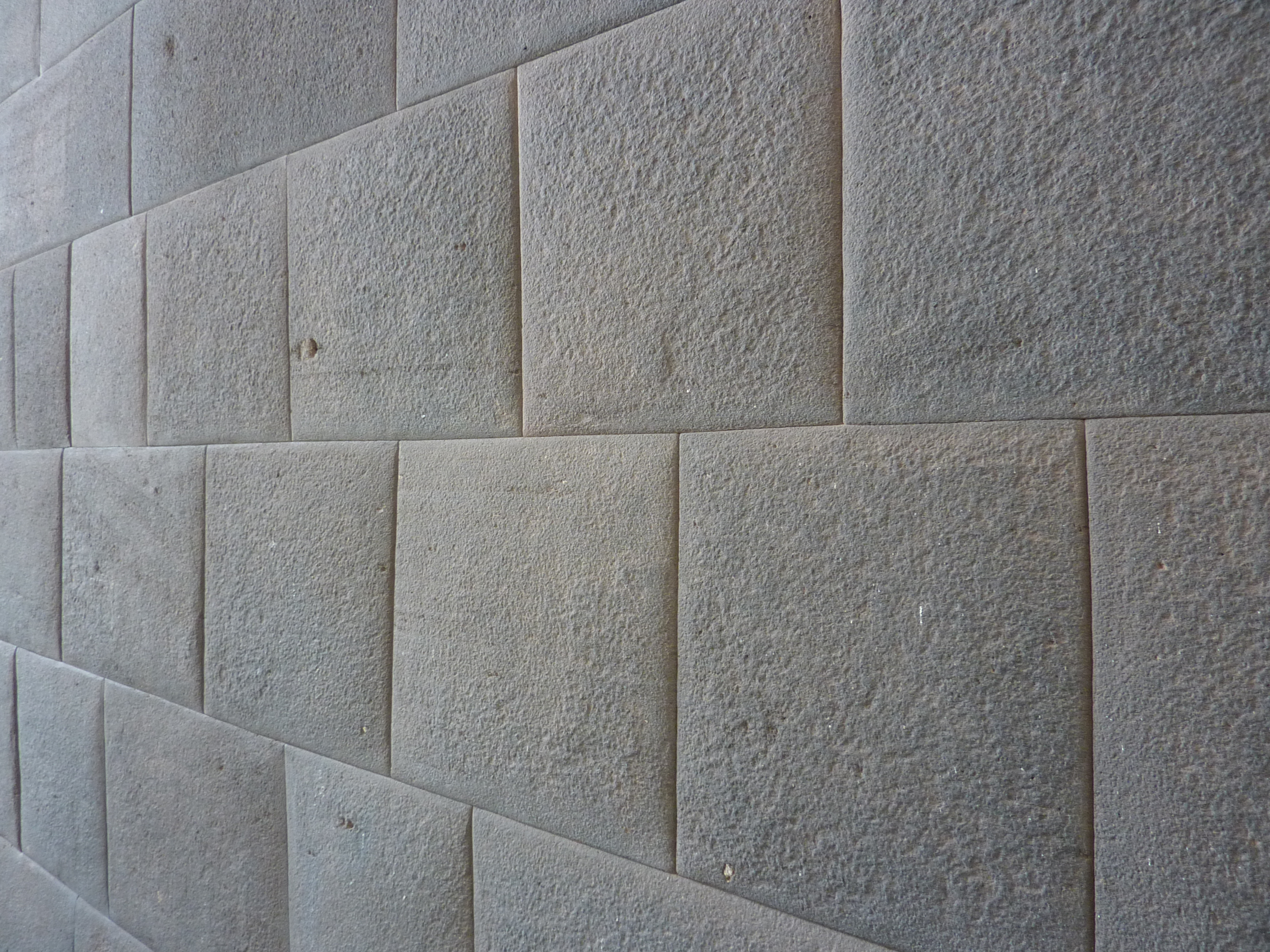
Mur inca.

La culture du Pérou, pays d'Amérique du Sud façade pacifique, désigne d'abord les pratiques culturelles observables de ses habitants (32 000 000, estimation 2017, pour huit millions vers 1950).

## Langues et peuples
- Langues au Pérou, Langues du Pérou, espagnol (80-85 %), quéchua (12-15 %), aymara (2 %) et près de 50 langues minoritaires
- Langues natives du Pérou (es)
- Groupes ethniques au Pérou, Peuples indigènes du Pérou, Peuples indigènes d'Amérique du Sud
- Ethnologie du Pérou

- Académie péruvienne de la langue[1]
- Espagnol péruvien

Le Pérou est un pays qui abrite divers groupes ethniques et groupes culturels en raison de l'influence de l'Espagne au moment de la conquête et de la colonisation.
L'ethnographie comme méthode de recherche anthropologique facilite la compréhension des réalités socioculturelles des communautés humaines avec leur propre identité. En ce sens, pour comprendre la réalité socioculturelle du Pérou, il est nécessaire de comprendre la diversité culturelle indigène influencée par le métissage constant avec la culture d'Europe occidentale, ainsi que l'apport d'importantes migrations, principalement en provenance d'Extrême-Orient et d'Afrique subsaharienne.
La composition ethnique du Pérou a été influencée par divers facteurs tels que l'immigration, les booms et les récessions économiques, la propagation des maladies et les guerres.
L'Institut national pour le développement des peuples andins, amazoniens et afro-péruviens du Pérou, dans sa proposition ethnolinguistique de 2010, reconnaît l'existence de 77 groupes ethniques au Pérou. De la même manière que le Pérou connaît un métissage général de tous ses segments ethniques, ses coutumes, ses langues, ses croyances et sa religion adoptent également de nouvelles caractéristiques.

### Études qualitatives
La composante raciale et ethnique a changé tout au long de l'histoire péruvienne. Ainsi, au recensement de 1876, plus de la moitié de la population était amérindienne (57,9 %, soit 1 562 910 personnes). Au recensement de 1940, les Amérindiens représentaient 40 % de la population, soit 2 856 000 personnes. Depuis lors, une baisse continue de la proportion de la population amérindienne peut être observée. Une des conséquences est que le pays ne compte actuellement pas un segment de population majoritaire absolu, mais plutôt un groupe de minorités raciales et ethniques.
- Peuples indigènes du Pérou (es)
- Stérilisation forcée au Pérou
- Péruviens
- Ethnographie du Pérou (es)
- Amérindiens dans la société latino-américaine au XXe siècle

## Tradition

### Généralités
- - Anthropologie de la religion
  - Religion en Amérique latine, religions du Pérou précolombien
- Situation au Pérou, Religion au Pérou (en)
  - Christianisme (90-93 %)
    - Catholicisme (75-76 %), catholicisme au Pérou (en)
    - Protestantisme (10-14 %)
      - Église méthodiste du Pérou (en) (1870c) (32 000 membres revendiqués)
      - Évangélisme, Église évangélique du Pérou (en) (1894) (20 000)
      - Église de Jésus-Christ des saints des derniers jours (18 000 Mormons), Église de Jésus-Christ des saints des derniers jours au Pérou (en)

  - Animisme et syncrétisme, pèlerinage de Quyllurit'i
  - Islam au Pérou (en) (15 000)
  - Bahaïsme (>40 000)
  - Judaïsme (environ 3 000), histoire des Juifs au Pérou (en), Juifs amazoniens (en)
  - Bouddhisme
  - Seax-Wicca (Wicca Saxonne)
- Athéisme et agnosticisme (3-7 %), irreligion au Pérou (en)
- Judaïsme (2000..3000, vers 2000), Histoire des Juifs au Pérou (en), Histoire des Juifs en Amérique latine et aux Caraïbes
- Liberté de religion au Pérou
- Franc-maçonnerie au Pérou
- Théologie de la libération
- Édifices religieux au Pérou

### Symboles

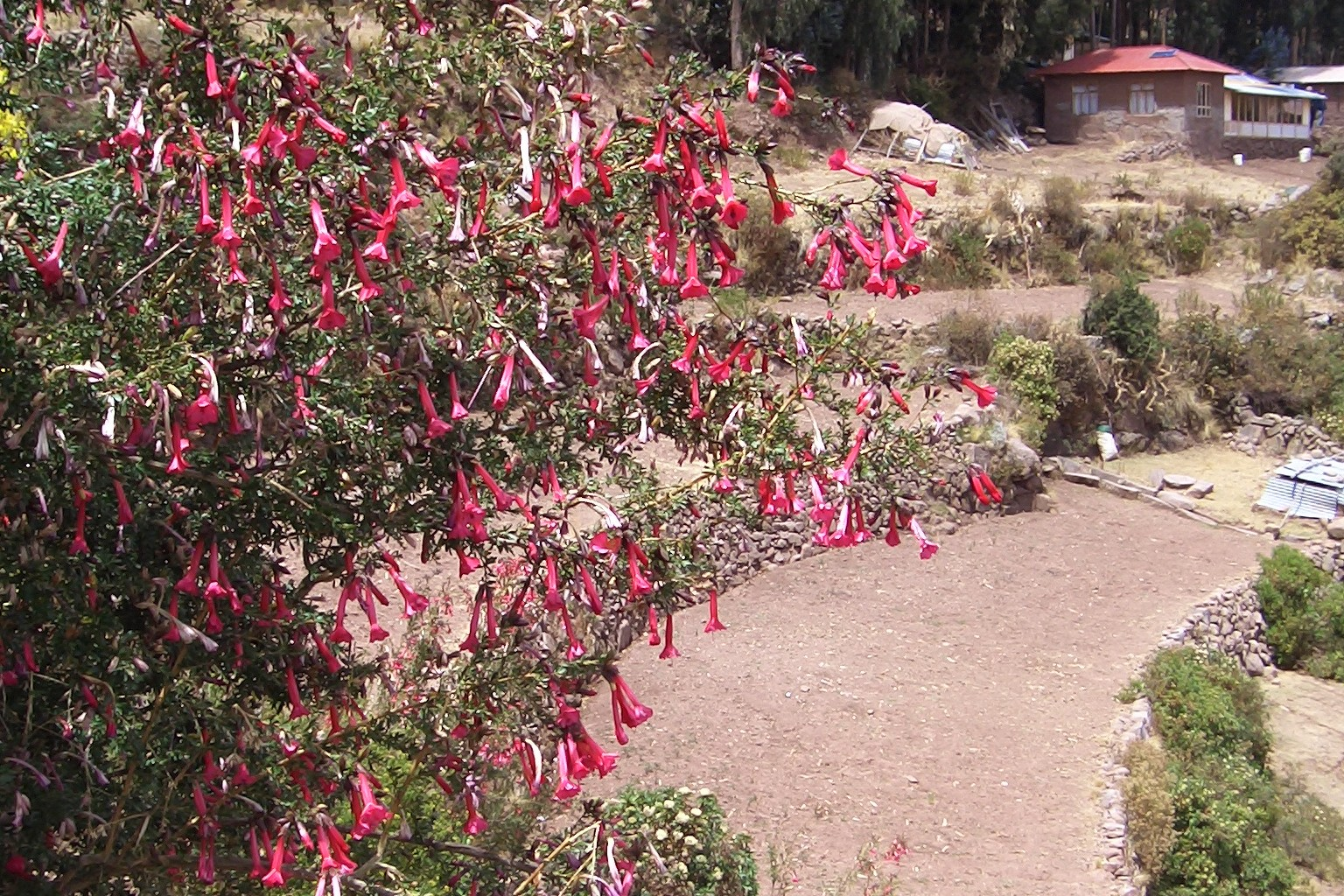
Cantutas de l'Île de Taquile, lac Titicaca, Pérou.

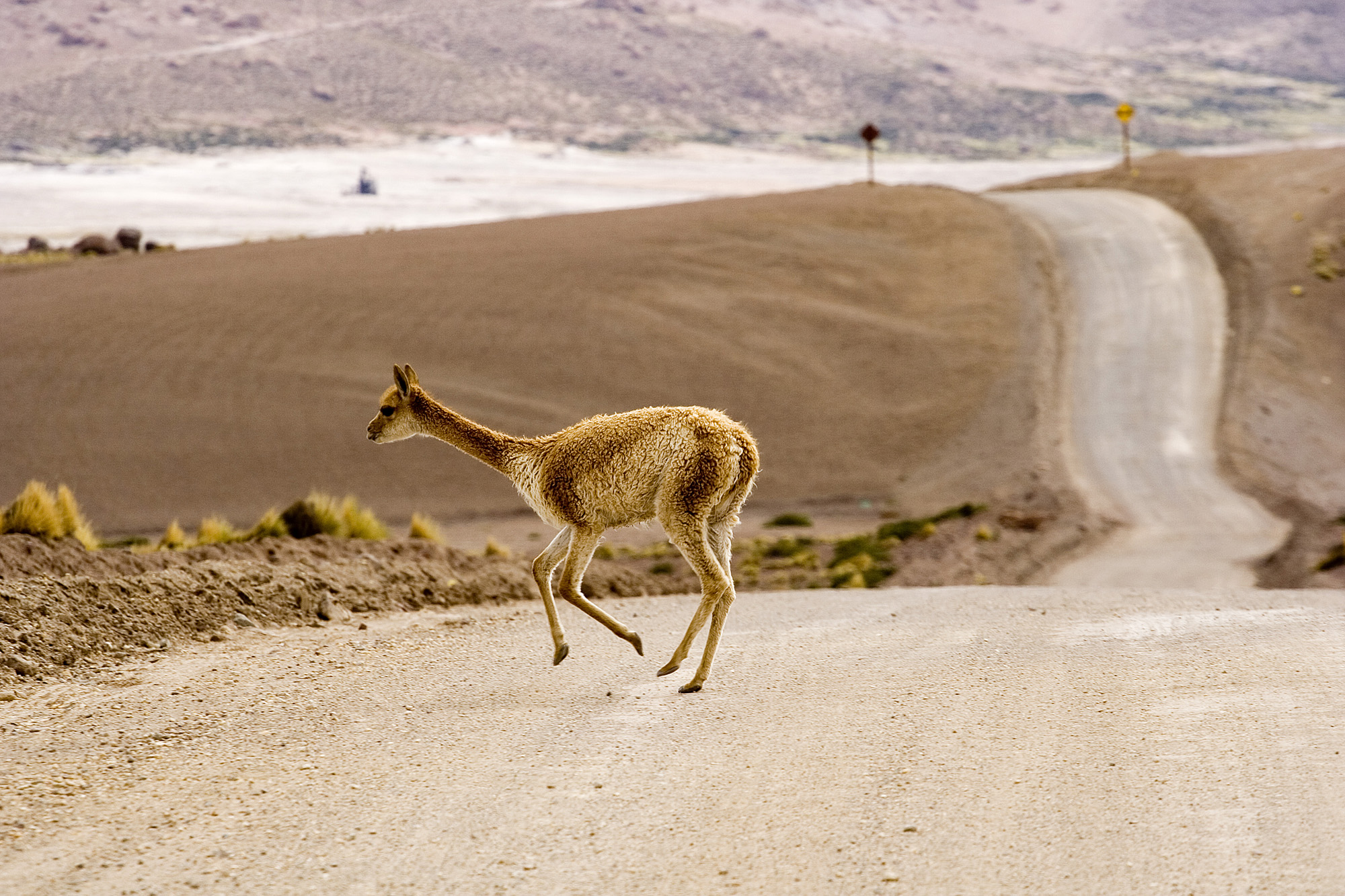
Vigogne dans le désert d'Atacama.

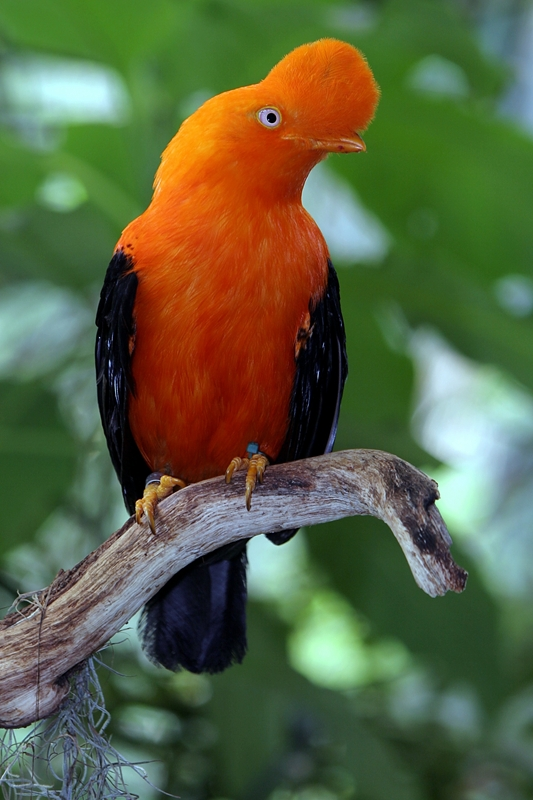
Rupicola peruviana (mâle).

- Armoiries du Pérou (blason national)
- Drapeau du Pérou
- Hymne national : Somos libres, seámoslo siempre (Nous sommes libres, restons-le à jamais !) (1821)
- Devise nationale : Libre y Feliz por la Unión (espagnol, Libre et Heureux par l'Union)
- Emblème végétal : Cantua buxifolia
- Emblème animal : Vigogne, Coq-de-roche péruvien
- Saint patron (chrétien) par pays (en) : Rose de Lima, Toribio de Mogrovejo, saint Joseph
- Père de la Nation	: José de San Martín (1778-1850)
- Plat national : Ceviche
- Poète national : César Vallejo (1892-1938)

### Mythologies
- Mythologie inca, Chacana
- Mythologie précolombienne
- Religions du Pérou précolombien, Pachacamac, Viracocha
- Manco Cápac, Illapa, Tampu tocco

### Mythes modernes
- Chamanisme, Ayahuasca (yagé)
- Mythe Leguia (1919-1930)[4]
- Mythe et réalité de l'oligarchie péruvienne, article de Jorge Bravo-Bresani (1969)[5]

### Croyances
- Pishtaco[6]
- Chullachaqui
- Muki (en), créature légendaire anthropomorphe
- Amaru Aranway (es)
- Supay (es)

### Contes et légendes
- Leyendas de Perú

### Pratiques
- Inti Raymi
- Kallawaya
- Folclore de Perú

### Fêtes et jours fériés

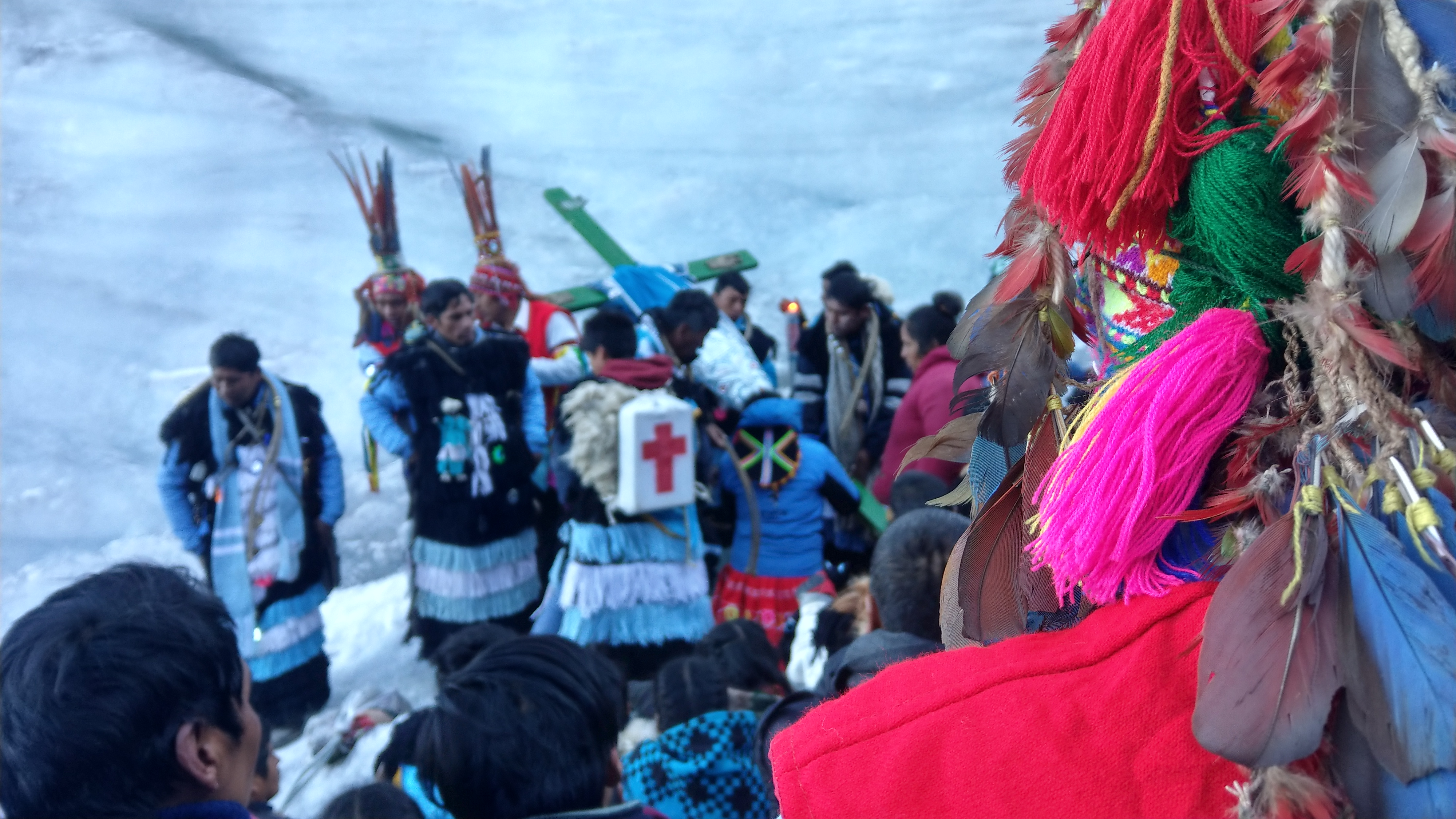
La fête de Q'oyllur Riti est un mélange unique de croyances catholiques et andines. Les pèlerins effectuent un long voyage jusqu'au sanctuaire, situé à plus de 4800 mètres d'altitude.

Les fêtes populaires, qui sont le résultat des traditions et des légendes de chaque village, réunissent musique, danses, plats et boissons typiques. En plus des festivités religieuses, telles que Noël, le Corpus Christi ou la Semaine Sainte, il en existe d'autres qui expriment le syncrétisme entre les croyances autochtones et chrétiennes, comme les foires des alasitas (un mot aymara que certains spécialistes interprètent comme "achète-moi"), qui combinent une foire d'artisanat et de miniatures avec des danses, des plats et une messe. Une autre festivité importante est le pèlerinage du Q'oyllor-riti (Cuzco), qui intègre l'ancien culte des apus (divinités tutélaires des montagnes) avec un pèlerinage vers un sanctuaire chrétien, lors d'une marche jusqu'à un sommet enneigé à plus de 5 000 m d'altitude.
| Date             | Nom français                            | Nom local                    | Remarques                                                               |
| ---------------- | --------------------------------------- | ---------------------------- | ----------------------------------------------------------------------- |
| mars-avril       | Jeudi et vendredi saints                | Jueves y viernes santos      | Date variable                                                           |
| 1er mai          | Fête du Travail                         | Dia del Trabajo              |                                                                         |
| 24 juin          | Jour du Paysan                          | Dia del Campesino            |                                                                         |
| 29 juin          | Saint Pierre et Saint Paul              | San Pedro y San Pablo        |                                                                         |
| 28 et 29 juillet | Jour de l’indépendance                  | Dia de la Independencia      | 28 juillet 1821, "Le Pérou est libre et indépendant..."                 |
| 30 août          | Fête de Sainte Rose de Lima             | Fiesta de Santa Rosa         | Première sainte du Nouveau Monde, né en 1586                            |
| 8 octobre        | Combat d'Angamos                        | Combate de Angamos           | 8 octobre 1879, Commémoration de la mort de Miguel Grau, héros national |
| 1er novembre     | Toussaint                               | Dia de todos los Santos      |                                                                         |
| 8 décembre       | Jour de la Vierge (Immaculé Conception) | Dia de Inmaculada Concepción |                                                                         |

## Société
- Démographie du Pérou (voir les versions anglophone ou hispanophone)
- Péruviens
- Immigration au Pérou
- Diaspora péruvienne aux États-Unis, au Royaume-Uni, en France, au Brésil, Émigration péruvienne (es)
- Composición étnica del Perú (es)
- Péruviens d'origine asiatique (en), Sino-Péruviens (en), Nippo-Péruviens (en) the
- Culture afro-péruvienne
- Péruviens d'origine britannique (en), péruvienne (en)
- Personnalités péruviennes

### Groupes humains
- Peuples indigènes au Pérou (en)
- Interethnic Association for the Development of the Peruvian Rainforest (en)
- Coordination des organisations autochtones du bassin amazonien
- Pueblos jóvenes (bidonvilles)

### Famille

#### Noms
- Noms de famille d'origine péruvienne (en)

### Éducation
- Système éducatif du Pérou
- Université au Pérou
- Institut Raúl Porras Barrenechea
- Lycée franco-péruvien
- Expéditions géodésiques françaises
- Scientifiques péruviens
- Revues péruviennes (es)

### Droit
- Femmes au Pérou (en)
- Droits LGBT au Pérou
- Violence domestique au Pérou (en)
- Prostitution au Pérou
- Corruption au Pérou (en)
- Trafic d'êtres humains au Pérou (en)
- Criminalité au Pérou (en)
- Coca au Pérou, Cocalero
- Cannabis en Équateur (en), Consommation annuelle comparée de cannabis (en)
- Commerce illégal de drogue au Pérou (en)
- Commerce illégal de drogue en Amérique latine (en)

- Pérou 2015 sur state.gov
- Pérou 2015-2016 Amnesty International
- Pérou 2016 sur hrw.org

### État
- Histoire du Pérou
- Politique au Pérou
- Conflit armé péruvien (1980-2000)
- Liste de guerres impliquant le Pérou (en)
- Opération Condor
- Defensoría del Pueblo del Perú (es)
- Asociación Nacional de Familiares de Secuestrados, Detenidos y Desaparecidos del Perú (es)
- Disparus au Pérou pendant l'époque du terrorisme (es)
- Commission de la vérité et de la réconciliation
- L'Œil qui crie (en) (El Ojo que Llora)
- Peine de mort au Pérou (en) (abolie en 1979)
- Programa Nacional de Población (en)

## Arts de table

### Cuisine

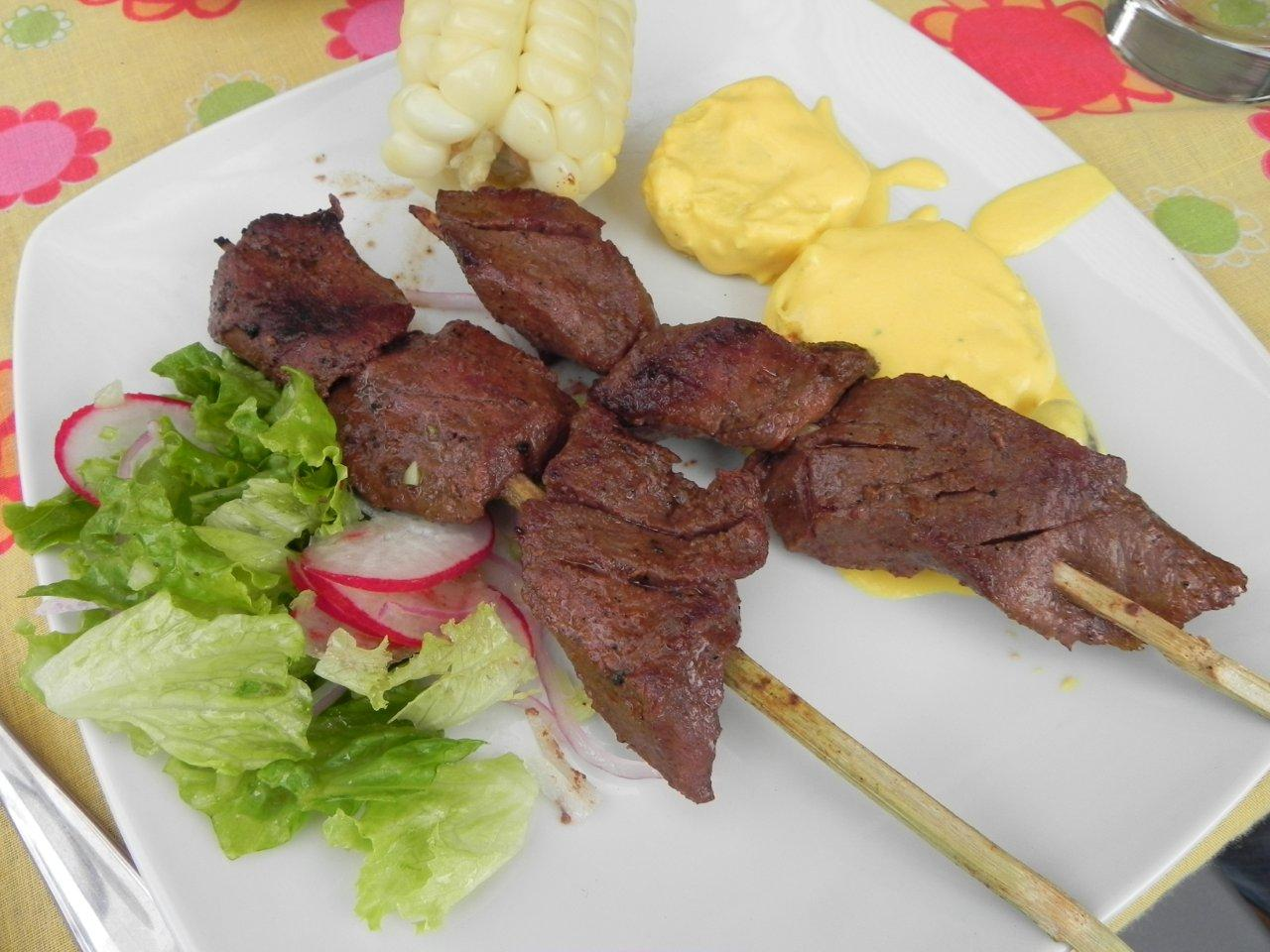
Lanticucho, préparé avec du cœur de bœuf mariné dans des épices, est un plat très populaire au Pérou. Accompagné de pommes de terre et de maïs, il offre une explosion de saveurs.

La grande variété d'aliments autochtones, tels que le maïs, la tomate, la pomme de terre, l'uchu ou ají, l'oca, l'olluco, l'avocat (palta), et des fruits comme la chérimole, la lúcuma et l'ananas, ainsi que des animaux comme les tarucas (cerfs), lamas et cochons d'Inde, a donné lieu, en se combinant avec les traditions culinaires européennes et mauresques, à l'apparition de nouveaux plats et modes de préparation. Les arrivées successives d'Africains et de Chinois ont également influencé le développement de la cuisine créole, qui est aujourd'hui variée et riche.
Parmi les plats les plus représentatifs de la cuisine péruvienne figurent le ceviche (poisson et fruits de mer marinés dans du jus de citron), le chupe (soupe) de crevettes, les anticuchos (cœur de bœuf grillé en brochettes), l'olluco avec du charqui, la pachamanca andine (viandes, tubercules et fèves cuits dans un four de pierres), le lomo saltado (viande sautée avec tomate et oignon, servie avec des frites et du riz) d'influence chinoise, et le picante de cuy. Ces plats sont généralement accompagnés de boissons typiques telles que la chicha de jora (maïs tendre séché au soleil), à très faible teneur en alcool, ainsi que des chichas de maïs violet ou de cacahuètes, rafraîchissantes et sans alcool.

#### Plats traditionnels
- Adobo de chancho : porc, curcuma, ail moulu, vinaigre et sel[9].
- Aguadito de mariscos : ragoût de riz aux légumes avec crustacés et quelques crevettes[10].
- Ají de gallina : ragoût de poulet à base de crème, de fromage, d'aji (piment fort) et de cacahuètes[11].
- Anticuchos : brochettes de cœur de bœuf grillées, macérées dans du vinaigre et de l'aji panca (piment fort).
- Ají de langostinos : crevettes panées et sauce aji amarillo (piment fort), piment vert également[12].
- Arroz con pato a la Chiclayana : viande de canard tendre cuite à la bière noire et à la coriandre[13].
- Aguadito de pollo : soupe au poulet traditionnelle de la cuisine péruvienne composée de poulet, de coriandre, de légumes et d'épices[14].
- Ceviche : filet de poisson cru coupé en morceaux et mariné dans du jus de citron vert, des oignons et de l'aji limo.

### Boissons
Les boissons fraîches telles que la chicha morada, la chicha de jora, ou les deux boissons nationales : le pisco (alcoolisée) ou l'Inca Kola (gazeuse), accompagnées de fruits locaux comme la cherimoya, la maracuja, la lucuma ou le camu-camu complètent le menu péruvien.
- Bières péruviennes Cristal, Cristal (bière), Liste de compagnies de brasserie au Pérou (en)
- Jus de grenouille
- Algarrobina
- Canelazo
- Maté de coca
- Pisco sour
- Vins péruviens (en)

## Santé et sport
- Système de santé au Pérou (en)
- Accès à l'eau potable au Pérou (es)
- Avortement au Pérou
- Centro de Información y Educación para la Prevención del Abuso de Drogas
- VIH/sida au Perou (es)
- Pandémie de grippe A (H1N1) de 2009-2010 au Pérou (es)
- Reprise de Grippe A (H1N1) de 2013 au Pérou (es)
- Sécurité sociale au Pérou (es)
- Tradipraticiens, guérisseurs, yachac, Kallawaya

### Activités physiques
- Cyclisme, tennis de table, badminton, volley-ball, basket-ball, handball, boxe, judo, karaté, haltérophilie, musculation, athlétisme, alpinisme (andinisme)...

### Jeux populaires
- Paleta Frontón (en), pelote (genre jeu de paume ou pelote basque)
- Chagra (es)
- Tauromachie au Pérou

### Sports
Le sport au Pérou est un facteur important dans la société péruvienne. Le football est le sport le plus pratiqué et le plus populaire du pays.

#### Organisme
Le sport au Pérou est divisé en plusieurs fédérations sportives (une pour chaque pratique sportive) qui sont sous la tutelle de la plus haute entité étatique chargée de réglementer sa pratique, l'Instituto Peruano del Esporte.

#### Football
Le football est le sport le plus pratiqué et le plus répandu dans le pays,,.
En 1929, le Pérou avait déjà une équipe nationale, composée des meilleurs joueurs de la ligue locale, avec laquelle il a participé au championnat sud-américain de 1929. L'équipe nationale péruvienne a commencé les Jeux olympiques de 1936 en battant la Finlande 7-3,. En quart de finale, le match serait contre l'Autriche, l'équipe péruvienne a marqué cinq buts pendant le temps supplémentaire, dont trois ont été annulés par l'arbitre, gagnant finalement 4-2. Les autrichiens ont exigé une revanche au motif que les supporters péruviens avaient envahi le terrain et maltraité les joueurs autrichiens,. La défense péruvienne n'a jamais été écoutée, et le Comité olympique et la FIFA ont favorisé les autrichiens. Le match revanche devait se tenir à huis clos. En signe de protestation contre ces actions, les délégations olympiques du Pérou et de la Colombie ont quitté l'Allemagne,.
L'équipe nationale péruvienne de football a participé à des championnats internationaux, comme la Coupe du monde de football. À un niveau plus régional, la Copa América est un tournoi auquel l'équipe nationale participe régulièrement depuis sa création, gagnante en 1939 et 1975,.

##### Championnat du Pérou de football
Le Championnat du Pérou de football est une compétition annuelle de football représentant le sommet de la hiérarchie de ce sport au Pérou.
| Saison    | Champion national              |
| --------- | ------------------------------ |
| 1912      | Lima Cricket FBC (1)           |
| 1913      | Jorge Chávez no 1 (1)          |
| 1914      | Lima Cricket FBC (2)           |
| 1915      | Sport José Gálvez (1)          |
| 1916      | Sport José Gálvez (2)          |
| 1917      | Sport Juan Bielovucic (1)      |
| 1918      | Sport Alianza (1)              |
| 1919      | Sport Alianza (2)              |
| 1920      | Sport Inca (1)                 |
| 1921      | Sport Progreso (1)             |
| 1922-1925 | Pas de tournoi                 |
| 1926      | Sport Progreso (2)             |
| 1927      | Alianza Lima (3)               |
| 1928      | Alianza Lima (4)               |
| 1929      | Federación Universitaria (1)   |
| 1930      | Atlético Chalaco (1)           |
| 1931      | Alianza Lima (5)               |
| 1932      | Alianza Lima (6)               |
| 1933      | Alianza Lima (7)               |
| 1934      | Universitario de Deportes (2)  |
| 1935      | Sport Boys (1)                 |
| 1936      | Pas de tournoi                 |
| 1937      | Sport Boys (2)                 |
| 1938      | Deportivo Municipal (1)        |
| 1939      | Universitario de Deportes (3)  |
| 1940      | Deportivo Municipal (2)        |
| 1941      | Universitario de Deportes (4)  |
| 1942      | Sport Boys (3)                 |
| 1943      | Deportivo Municipal (3)        |
| 1944      | Sucre FC (1)                   |
| 1945      | Universitario de Deportes (5)  |
| 1946      | Universitario de Deportes (6)  |
| 1947      | Atlético Chalaco (2)           |
| 1948      | Alianza Lima (8)               |
| 1949      | Universitario de Deportes (7)  |
| 1950      | Deportivo Municipal (3)        |
| 1951      | Sport Boys (4)                 |
| 1952      | Alianza Lima (9)               |
| 1953      | Mariscal Sucre (2)             |
| 1954      | Alianza Lima (10)              |
| 1955      | Alianza Lima (11)              |
| 1956      | Sporting Cristal (1)           |
| 1957      | Centro Iqueño (1)              |
| 1958      | Sport Boys (5)                 |
| 1959      | Universitario de Deportes (8)  |
| 1960      | Universitario de Deportes (9)  |
| 1961      | Sporting Cristal (2)           |
| 1962      | Alianza Lima (12)              |
| 1963      | Alianza Lima (13)              |
| 1964      | Universitario de Deportes (10) |
| 1965      | Alianza Lima (14)              |
| 1966      | Universitario de Deportes (11) |
| 1967      | Universitario de Deportes (12) |
| 1968      | Sporting Cristal (3)           |
| 1969      | Universitario de Deportes (13) |
| 1970      | Sporting Cristal (4)           |
| 1971      | Universitario de Deportes (14) |
| 1972      | Sporting Cristal (5)           |
| 1973      | Defensor Lima (1)              |
| 1974      | Universitario de Deportes (15) |
| 1975      | Alianza Lima (15)              |
| 1976      | Unión Huaral (1)               |
| 1977      | Alianza Lima (16)              |
| 1978      | Alianza Lima (17)              |
| 1979      | Sporting Cristal (6)           |
| 1980      | Sporting Cristal (7)           |
| 1981      | FBC Melgar (1)                 |
| 1982      | Universitario de Deportes (16) |
| 1983      | Sporting Cristal (8)           |
| 1984      | Sport Boys (6)                 |
| 1985      | Universitario de Deportes (17) |
| 1986      | Deportivo San Agustín (1)      |
| 1987      | Universitario de Deportes (18) |
| 1988      | Sporting Cristal (9)           |
| 1989      | Unión Huaral (2)               |
| 1990      | Universitario de Deportes (19) |
| 1991      | Sporting Cristal (10)          |
| 1992      | Universitario de Deportes (20) |
| 1993      | Universitario de Deportes (21) |
| 1994      | Sporting Cristal (11)          |
| 1995      | Sporting Cristal (12)          |
| 1996      | Sporting Cristal (13)          |
| 1997      | Alianza Lima (18)              |
| 1998      | Universitario de Deportes (22) |
| 1999      | Universitario de Deportes (23) |
| 2000      | Universitario de Deportes (24) |
| 2001      | Alianza Lima (19)              |
| 2002      | Sporting Cristal (14)          |
| 2003      | Alianza Lima (20)              |
| 2004      | Alianza Lima (21)              |
| 2005      | Sporting Cristal (15)          |
| 2006      | Alianza Lima (22)              |
| 2007      | Universidad San Martín (1)     |
| 2008      | Universidad San Martín (2)     |
| 2009      | Universitario de Deportes (25) |
| 2010      | Universidad San Martín (3)     |
| 2011      | Juan Aurich (1)                |
| 2012      | Sporting Cristal (16)          |
| 2013      | Universitario de Deportes (26) |
| 2014      | Sporting Cristal (17)          |
| 2015      | FBC Melgar (2)                 |
| 2016      | Sporting Cristal (18)          |
| 2017      | Alianza Lima (23)              |
| 2018      | Sporting Cristal (19)          |
| 2019      | Deportivo Binacional (1)       |
| 2020      | Sporting Cristal (20)          |
| 2021      | Alianza Lima (24)              |
| 2022      | Alianza Lima (25)              |

#### Volley-ball
Dans la branche féminine de volley-ball, un sous-championnat du monde a été remporté en 1982,, une troisième place aux championnats du monde de Tchécoslovaquie en 1986, une médaille d'argent aux Jeux olympiques de Séoul en 1988 et douze championnats d'Amérique du Sud.

##### Introduction du volley-ball au Pérou
L'introduction du volley-ball en Amérique du Sud a lieu au Pérou en 1911, avec l'embauche par le gouvernement du président Augusto Leguía des éducateurs américains Joseph Lockey et Joseph McKnight,. Au début, le volley-ball était pratiqué comme passe-temps, car à cette époque le football et la boxe prédominaient,,. Le 12 mai 1942, la Fédération Péruvienne de Volley-ball a été fondée,,.

#### Billard

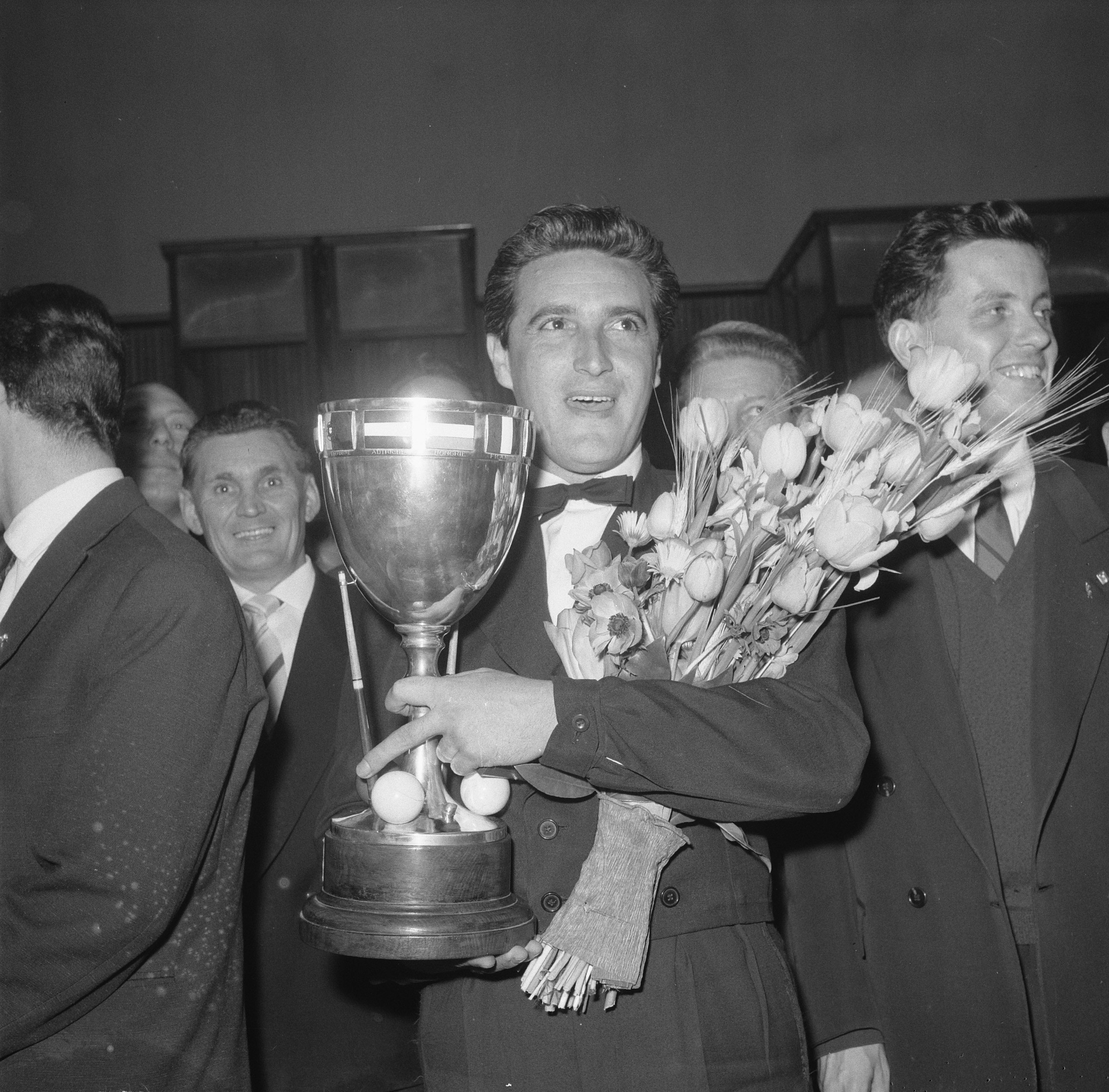
Adolfo Suárez Perret.

Adolfo Suárez Perret a remporté le titre de champion du monde dans la spécialité à trois bandes en 1961. Ramón Rodríguez a atteint la troisième place à Três Bandas en 2007,.

#### Surf

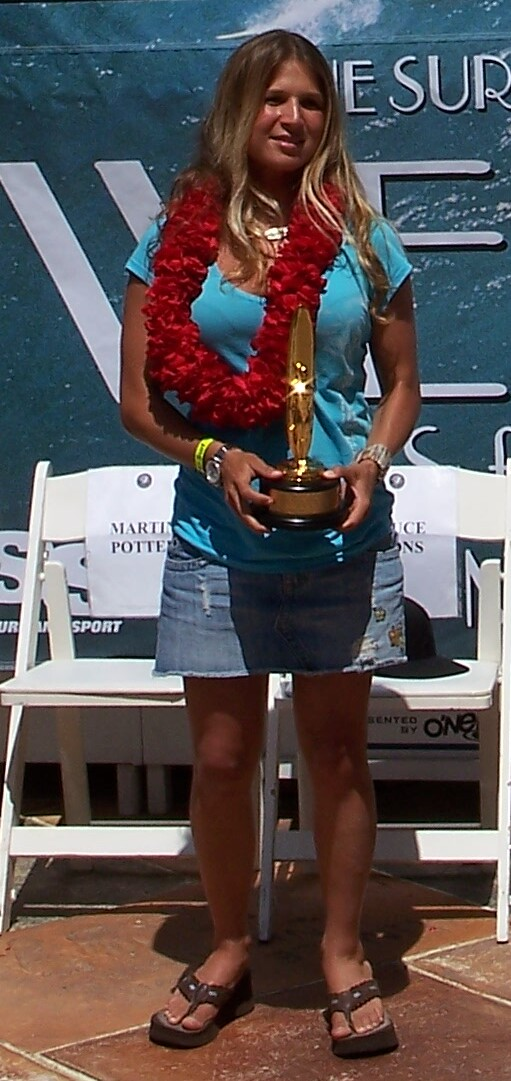
Sofía Mulánovich.

En surf, Felipe Pomar en 1965 et Sofía Mulánovich en 2004 sont devenus champions du monde dans cette spécialité,.

#### Arts martiaux
- Liste des arts martiaux et sports de combat
- Boxe, Karaté, Judo

## Médias
- Des médias au Pérou
- Télécommunications au Pérou (en)
- Journalistes péruviens
- Liberté de la presse[128],[129],[130],[131]
- OjoPúblico (en) reportage d'investigation

### Presse écrite
- Presse écrite au Pérou[132]
- Liste de journaux au Pérou[133]

### Radio
- Liste de stations de radio au Pérou (en)
- Institut national de radio et de télévision du Pérou

### Télévision
La télévision au Pérou a une histoire de plus de 60 ans. 59 % des chaînes de télévision ont une vocation commerciale, 40 % éducatives et seulement 1 % ont une vocation communautaire.

#### Histoire
La première transmission télévisée expérimentale au Pérou a eu lieu le 21 septembre 1939, un film et un programme artistique ont été diffusés depuis l'école Nuestra Señora de Guadalupe à Lima sur Channel 3. Ensuite, un autre test serait effectué, cette fois depuis le Gran Hotel Bolívar le 11 avril 1955 par Antonio Pereyra, maintenant sur Channel 6. Le 17 janvier 1958, la chaîne 7 du ministère de l'Éducation et de l'UNESCO commence ses émissions, avec la transmission d'un documentaire technique. La première chaîne de télévision à diffuser commercialement a été la chaîne 4 de Radio América à Lima (actuellement América Televisión) le 15 décembre 1958 par Nicanor González et José Antonio Umbert. En seulement deux mois, entre novembre et décembre 1959, les entreprises de Lima enregistrent la vente de 50 000 récepteurs de télévision, tandis que des pages entières de publicité télévisée dans les journaux et magazines annoncent le début de l'ère télévisuelle dans le pays. Au milieu des années 1970, les chaînes 4, 5 et 7 existaient dans la capitale péruvienne.
En 1974, la chaîne publique 7 débute ses premières transmissions expérimentales de ses propres contenus en couleur, testant aléatoirement les trois systèmes existants: PAL, NTSC et SECAM pour définir la norme à utiliser, qui n'est pas encore établie. Certains techniciens du gouvernement ont recommandé le système PAL en 1975, bien qu'aucune décision n'ait été prise à ce sujet et, au contraire, en 1976 et 1977, la télévision d'État a multiplié ses tests en utilisant exclusivement NTSC. En janvier 1978, le gouvernement péruvien a approuvé la norme américaine NTSC, ce qui a conduit Channel 7 à lancer officiellement ses émissions en couleur le 17 janvier 1978,.
- Liste des chaînes de télévision au Pérou (en)

### Internet (.pe)
- Internet au Pérou (en)
- Fournisseurs d'accès internet au Pérou
- Sites web par pays, Sites web péruviens[141]
- Blogueurs par nationalité
- Presse en ligne au Pérou[142]
- Censure d'internet par pays (en)
- Censure et surveillance internet au Pérou (en)

## Littérature

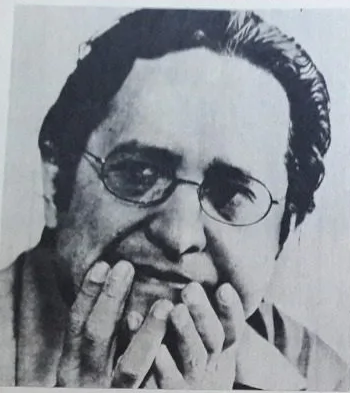
Manuel Scorza, homme politique, poète, écrivain et éditeur péruvien.

La littérature péruvienne a été façonnée par la convergence de la tradition orale indigène et des ressources techniques de l'écriture introduites par les Espagnols. Cette fusion a permis, dès ses débuts, la collecte et l'expression des diverses et complexes réalités culturelles qui se sont affrontées après la conquête.
La littérature quechua et aymara, transmise oralement, était profondément liée aux rituels religieux, agricoles, amoureux, festifs et funéraires. Ces caractéristiques se sont reflétées dans certaines formes de poésie et de prose, comme on peut le voir dans les premières chroniques historiques, y compris les Commentaires Réels de l'Inca Garcilaso de la Vega et la Nueva Crónica y Buen Gobierno de Felipe Guaman Poma de Ayala. Il est également notable de mentionner l'identification entre les yaravíes et la poésie patriotique et romantique, représentée dans l'œuvre de Mariano Melgar.
Pendant la période coloniale et républicaine, l'hégémonie de l'oligarchie créole dans la société péruvienne a favorisé l'adoption des formes littéraires européennes au détriment des formes indigènes. Dans ce contexte, des auteurs néoclassiques comme Manuel Ascensio Segura et Felipe Pardo y Aliaga ont émergé, dominant la scène littéraire jusqu'à la fin du XIXe siècle, lorsque le romantisme s'est imposé avec des figures telles que Carlos Augusto Salaverry et José Arnaldo Márquez. La crise résultant de la guerre du Pacifique a ouvert la voie au modernisme, avec des représentants tels que José Santos Chocano et José María Eguren.

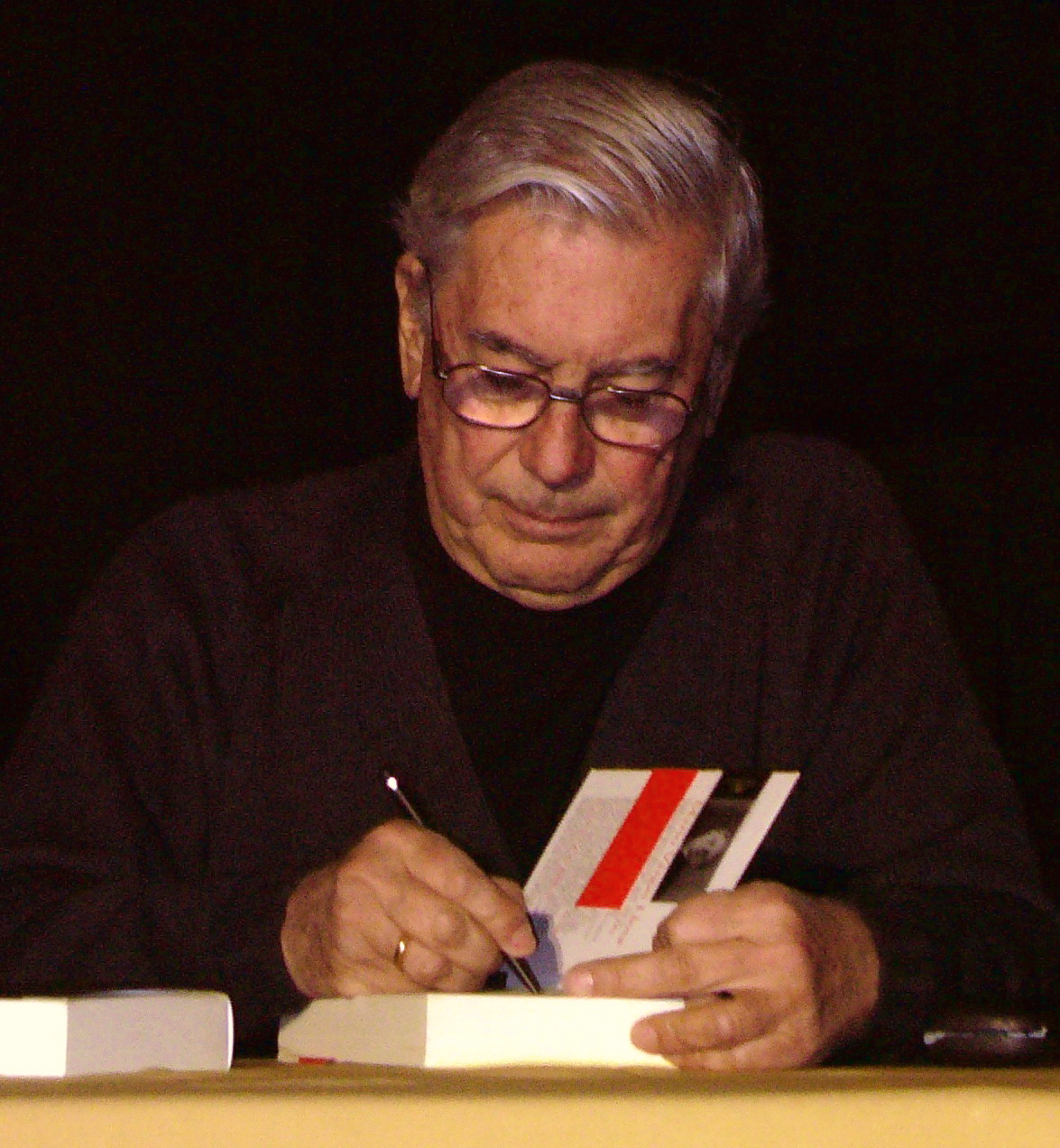
Mario Vargas Llosa, écrivain péruvien de langue espagnole.

Au XXe siècle, les courants d'avant-garde ont gagné en force, portés par des revues comme Colónida et Amauta, cette dernière fondée en 1926 par José Carlos Mariátegui, avec des collaborateurs éminents tels que César Vallejo,. Pendant ce temps, l'indigénisme a ressurgi dans la poésie de Luis Fabio Xammar. Les avant-gardes se sont fragmentées en diverses propositions lyriques, telles que celles de Xavier Abril, Alberto Hidalgo, Sebastián Salazar Bondy, Carlos Germán Belli, entre autres, qui ont exploré de nouveaux champs expressifs.
Dans la prose péruvienne du XIXe siècle, le costumbrisme de Manuel Ascensio Segura et Ricardo Palma, ainsi que le modernisme de Manuel González Prada et José Santos Chocano, ont marqué la direction littéraire. Déjà au XXe siècle, la prose indigéniste a atteint certains de ses moments culminants avec Ciro Alegría et José María Arguedas, dont les influences se sont étendues à des auteurs comme Sebastián Salazar Bondy, Manuel Scorza et Julio Ramón Ribeyro. Mario Vargas Llosa et Alfredo Bryce Echenique, tout en restant dans une approche réaliste, ont incorporé de nouvelles techniques narratives.
En poésie, des figures telles qu'Emilio Adolfo Westphalen, Jorge Eduardo Eielson, Carlos Germán Belli, Arturo Corcuera, Antonio Cisneros, Wáshington Delgado, Marco Martos et Carmen Ollé se distinguent. Dans la narration contemporaine, Miguel Gutiérrez, Gregorio Martínez, Alonso Cueto et Gustavo Rodríguez, parmi d'autres, se démarquent.

## Artisanat

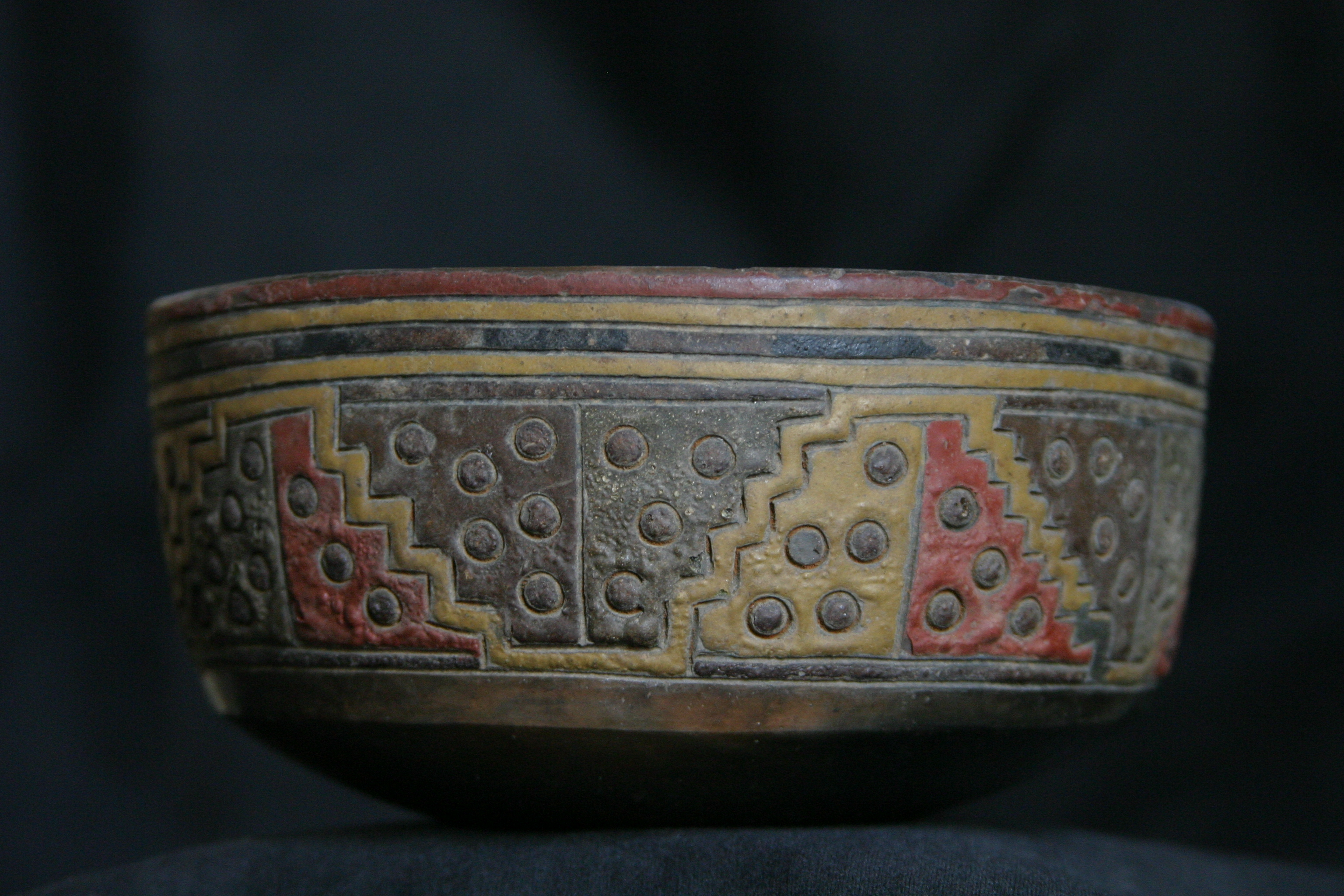
Bol peint à la résine, Paracas-Ocucaje, 600-200 av. J.-C.

Les premières manifestations artistiques avec un haut degré d'évolution intellectuelle et technologique se trouvent dans les sites de Chavín de Huántar et Cupisnique, datés entre les IXe et IVe siècles avant J.-C. Ces expressions comprennent l'orfèvrerie en argent et en or, la céramique, l'architecture et la sculpture sur pierre, et reflètent un art symbolique et religieux.
Entre les VIIIe siècle avant J.-C. et Ier siècle après J.-C., les cultures Paracas Cavernas et Paracas Necrópolis se sont développées. La première a produit de la céramique polychrome avec des représentations religieuses, tandis que la seconde s'est distinguée par sa céramique monochrome et ses tissus complexes et délicats.
Au cours de la période allant des IIIe siècle avant J.-C. au VIIe siècle après J.-C., les cultures urbaines Mochica à Lambayeque et Nazca dans la vallée du río Grande, à Ica, ont émergé. Ces deux cultures sont remarquables pour leur agriculture en terrasses avancée, leur ingénierie hydraulique et leurs productions céramiques, textiles, picturales et sculpturales.
Le peuple Chimú, entre les XIVe et XVe siècles, a construit la ville de Chan Chan dans la vallée du río Moche, à La Libertad, et s'est distingué par ses compétences en orfèvrerie et en ingénierie hydraulique.
Parmi les artisanats les plus répandus au Pérou figurent la céramique, tant artistique qu'utilitaire, la sculpture, l'orfèvrerie, le repoussé de cuir, le tissage en paille, et le textile, mettant en avant les tissus colorés en laine d'alpaga.

## Arts visuels

### Peinture

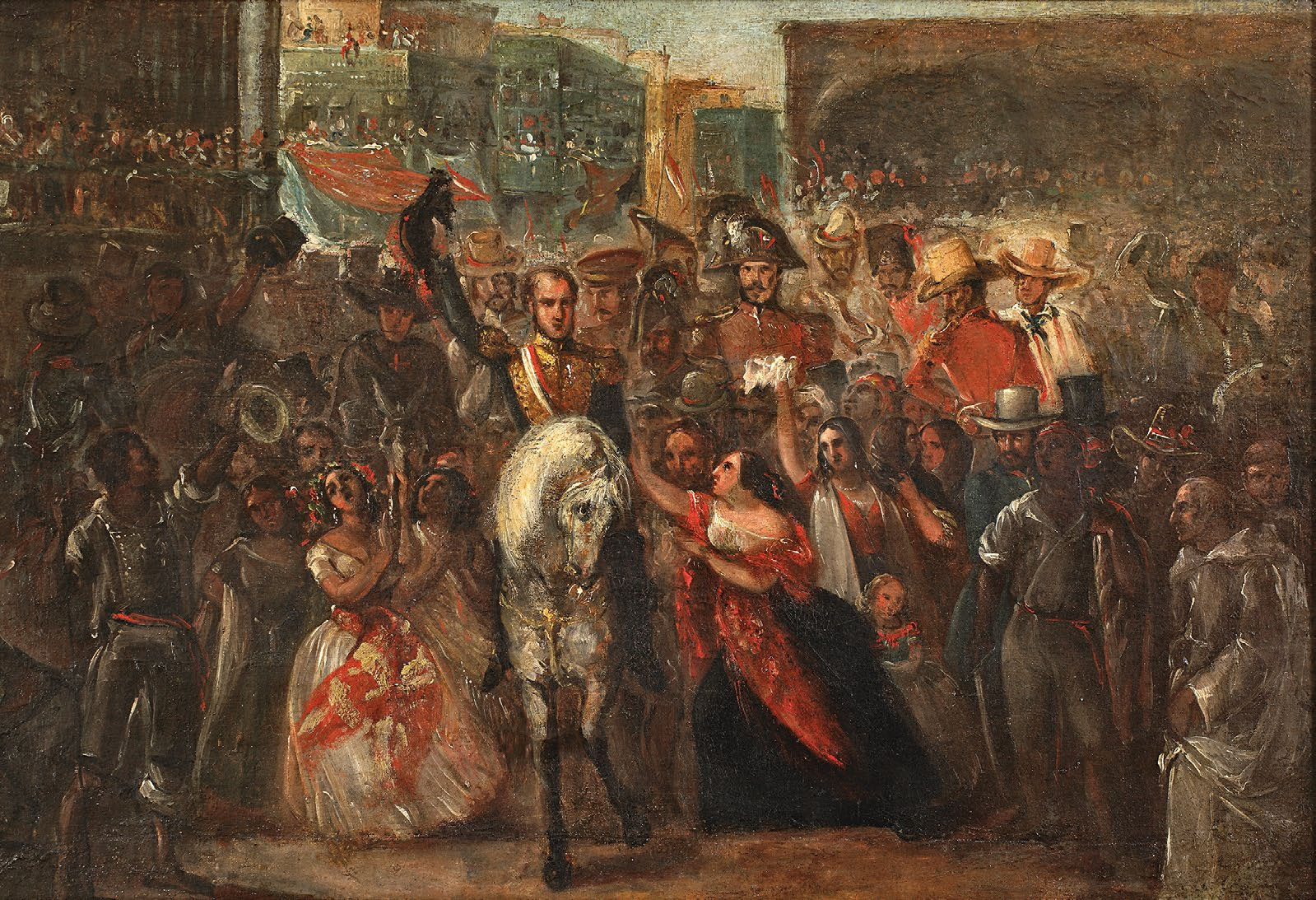
"L'entrée du président Luis José de Orbegoso à Lima" (1842). Peinture à l'huile sur toile, réalisée par le peintre péruvien Ignacio Merino.

Le patrimoine culturel du Pérou trouve son origine dans les anciennes civilisations andines qui ont émergé sur son territoire avant l'arrivée des Espagnols. Les trésors archéologiques péruviens témoignent d'un développement culturel significatif qui s'est réalisé sans contact avec d'autres cultures extracontinentales.
Le métissage artistique fut plus évident dans la peinture, qui incorpora des éléments de l'héritage indigène. Des exemples de cela sont le portrait d'Atahualpa prisonnier, de Damián de la Bastida y Mora, et les œuvres d'artistes comme Mateo Pérez de Alesio, Angelino Medoro, Francisco Bejarano, Jesús de Illescas, et Joaquín Rodríguez.
Au XXe siècle, la fondation de l'École des Beaux-Arts de Lima en 1919 a marqué un tournant dans la sculpture et la peinture péruviennes. On distingue des peintres comme Daniel Hernández Morillo, Ricardo Grau, César Quispez Asín, et José Sabogal. Ce dernier a dirigé le mouvement indigéniste, un pilier de la peinture péruvienne contemporaine, avec des représentants tels que Fernando de Szyszlo, Alberto Dávila, Armando Villegas, Sabino Springett, Víctor Humareda, Mario Alejandro Cuadros, Ángel Chávez, Milner Cajahuaringa, Arturo Kubotta, Venancio Shinki, Alberto Quintanilla, Germán Chávez, Tilsa Tsuchiya, David Herskowitz, Óscar Allain, et Carlos Revilla.

### Sculpture

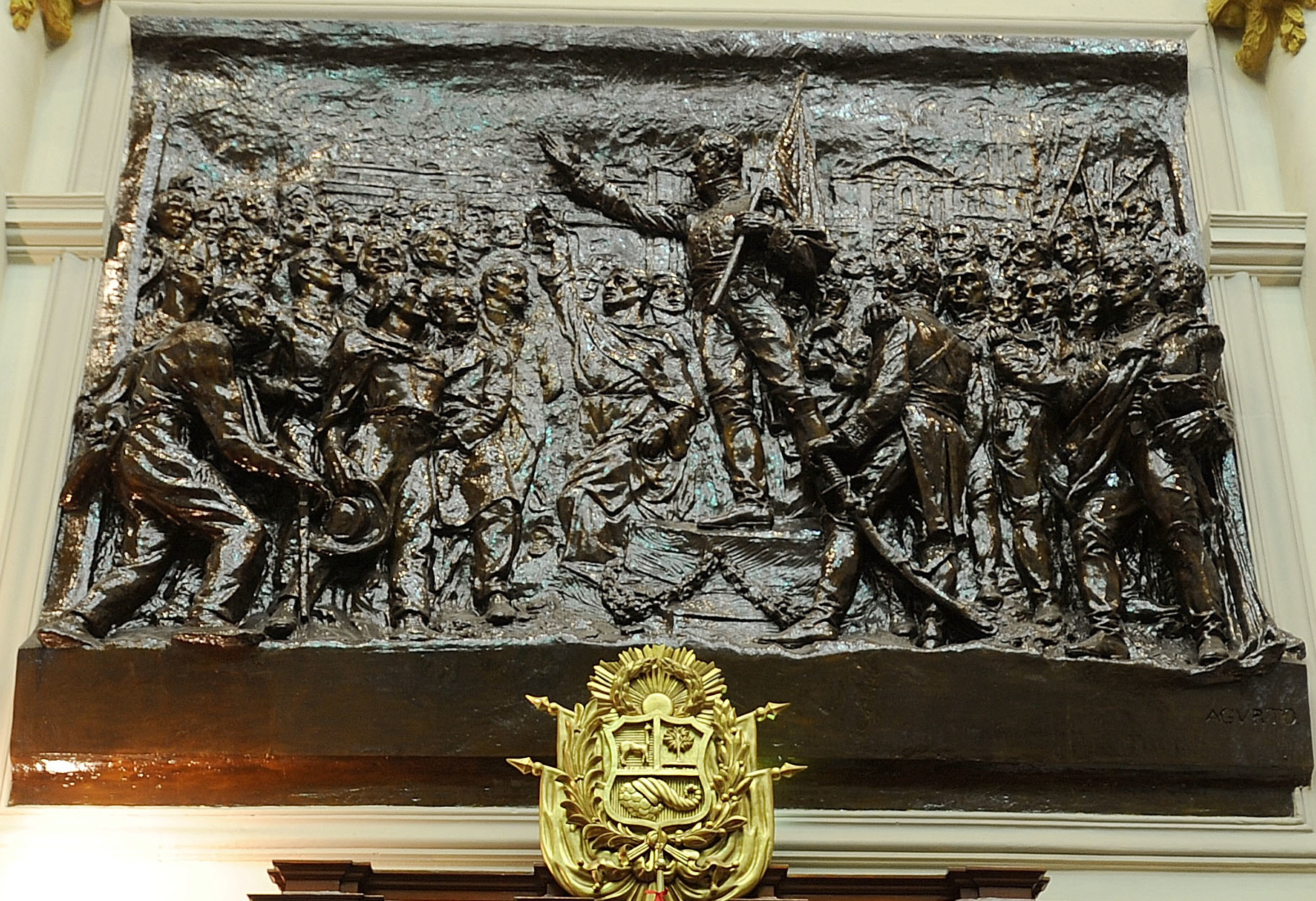
Sculpture en haut-relief du Serment de l'Indépendance, ornant l'Hémicycle, créée par Luis Agurto Olaya.

La sculpture et la peinture péruviennes se sont développées à partir d'ateliers fondés par des religieux, influencés par l'école baroque de Séville. Ce mouvement artistique se manifeste dans des œuvres telles que les stalles du chœur de la cathédrale et la fontaine de la place d'Armes de Lima.
Pendant les XVIIe et XVIIIe siècles, le baroque a dominé l'art plastique, tandis qu'au XIXe siècle, les courants néoclassiques et romantiques français ont trouvé leurs représentants les plus éminents en Luis Montero, Ignacio Merino, et Francisco Masías.
On distingue des sculpteurs tels que Luis Agurto, Luis Valdettaro, Joaquín Roca Rey, Jorge Piqueras, Alberto Guzmán, Víctor Delfín, et Francisco Sánchez.

### Architecture

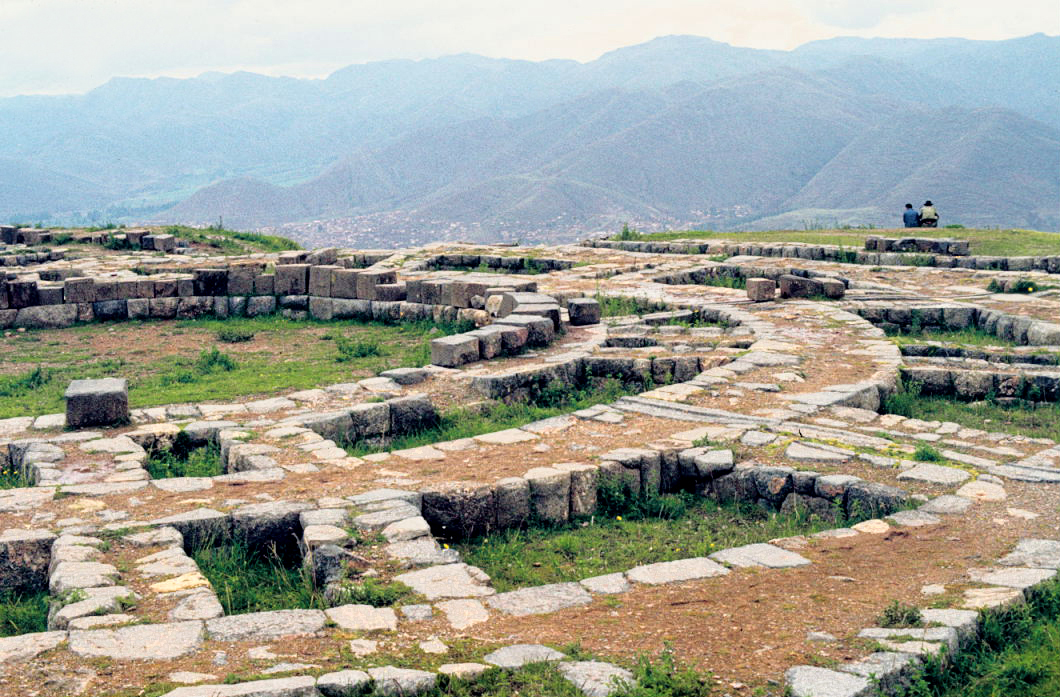
Intérieur de la forteresse de Sacsayhuamán. Province de Cusco, Pérou.

La civilisation Wari, entre les VIIe et XIIe siècles, installée à Ayacucho, fut pionnière dans la conception urbaine rationnelle, un concept qui s'est étendu à d'autres zones comme Pachacámac, Cajamarquilla et Wari Willka. La culture de Tiahuanaco, qui s'est développée sur les rives du lac Titicaca entre les IXe et XIIIe siècles, est connue pour son architecture et sa sculpture monumentale en pierre, facilitée par l'utilisation du bronze.
La civilisation inca, qui a absorbé une grande partie de l'héritage culturel de ses prédécesseurs, a laissé d'importantes traces telles que les villes de Cuzco, les vestiges architecturaux de Sacsahuamán et Machu Picchu, et un réseau de routes reliant Cuzco aux autres régions de l'empire. Avec l'arrivée des Espagnols, une fusion culturelle s'est produite, qui s'est reflétée dans l'architecture péruvienne, combinant des styles européens avec des influences indigènes. Après la période de la Renaissance, le baroque a atteint une expression riche dans des édifices tels que le couvent de San Francisco à Lima et l'église de la Compagnie à Cuzco.
La guerre d'indépendance a créé un vide créatif, que le néoclassicisme d'inspiration française a tenté de combler. Au cours du XXe siècle, on a observé un éclectisme architectural, avec le fonctionnalisme constructif émergent comme réponse, représenté par la place San Martín de Lima.

### Dessin
- Dessinateurs péruviens
- Bande dessinée au Pérou (es)

### Photographie
- Photographes péruviens
- Photographie au Pérou

### Graphisme
- Graphistes péruviens

## Arts de scène
- Spectacle vivant, Performance, Art sonore

- Catégorie:Arts de performance par pays
- Liste de festivals au Pérou (en)
- Alliances française au Pérou[159] et particulièrement à Lima[160],[161]

### Musique

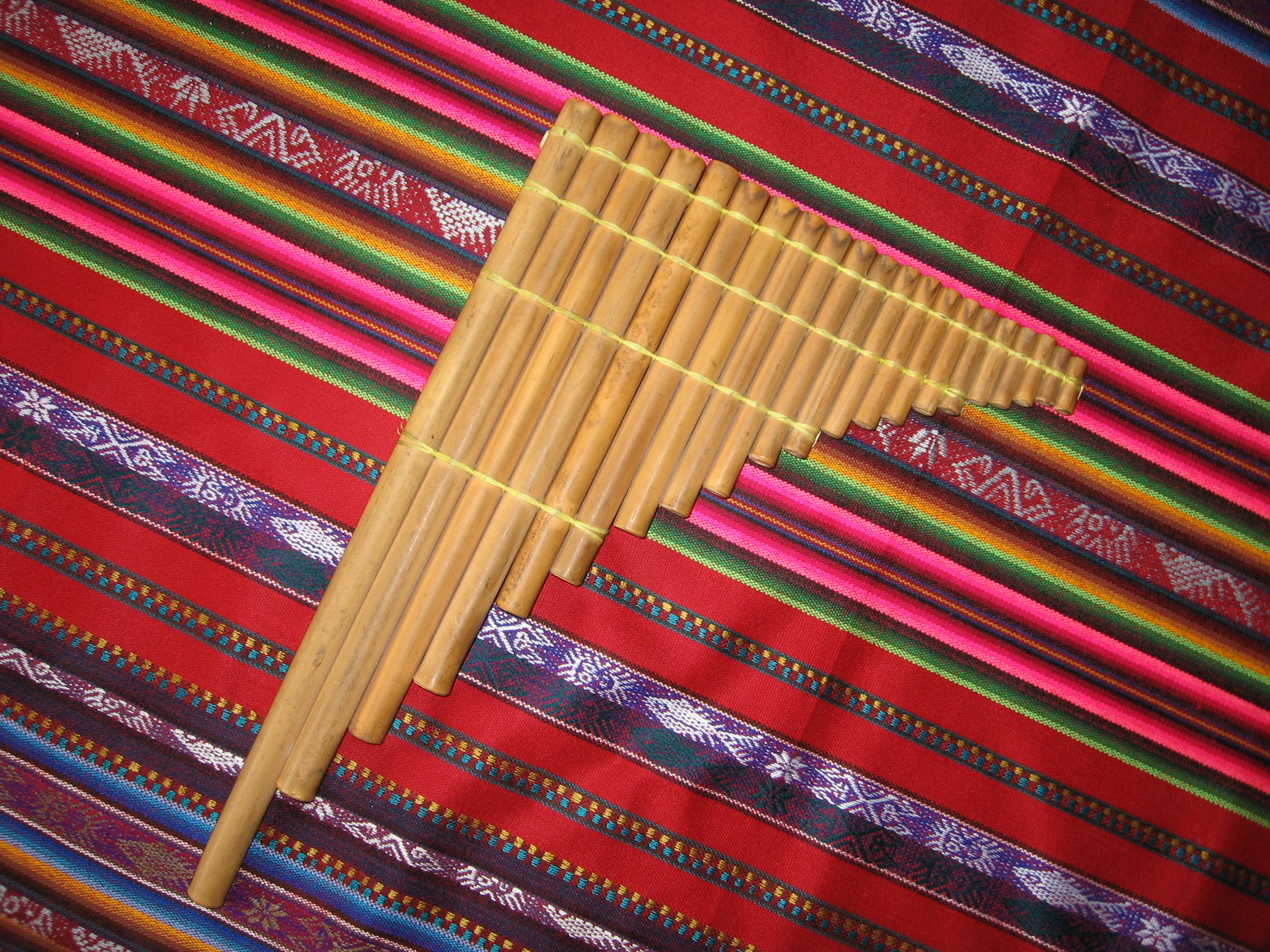
Antara, mélodieuse flûte des Andes à tube fermé.

Les cultures andines préhispaniques du Pérou se caractérisaient par leur riche tradition en expressions artistiques, particulièrement dans la musique. La plupart des travaux agricoles communautaires étaient accompagnés de musique et de chants, connus en quechua sous le nom de taqui. La diversité ethnique du Pérou ancien a donné lieu à une coexistence de diverses traditions et coutumes, qui ont perduré au fil du temps et ont été fondamentales pour le développement du folklore péruvien posthispanique.
Aujourd'hui, les différentes manifestations musicales, telles que la danse et le chant, les fêtes populaires (religieuses et non religieuses), l'artisanat, la gastronomie, et d'autres activités qui varient selon les régions, constituent des expressions significatives du patrimoine culturel péruvien et latino-américain.

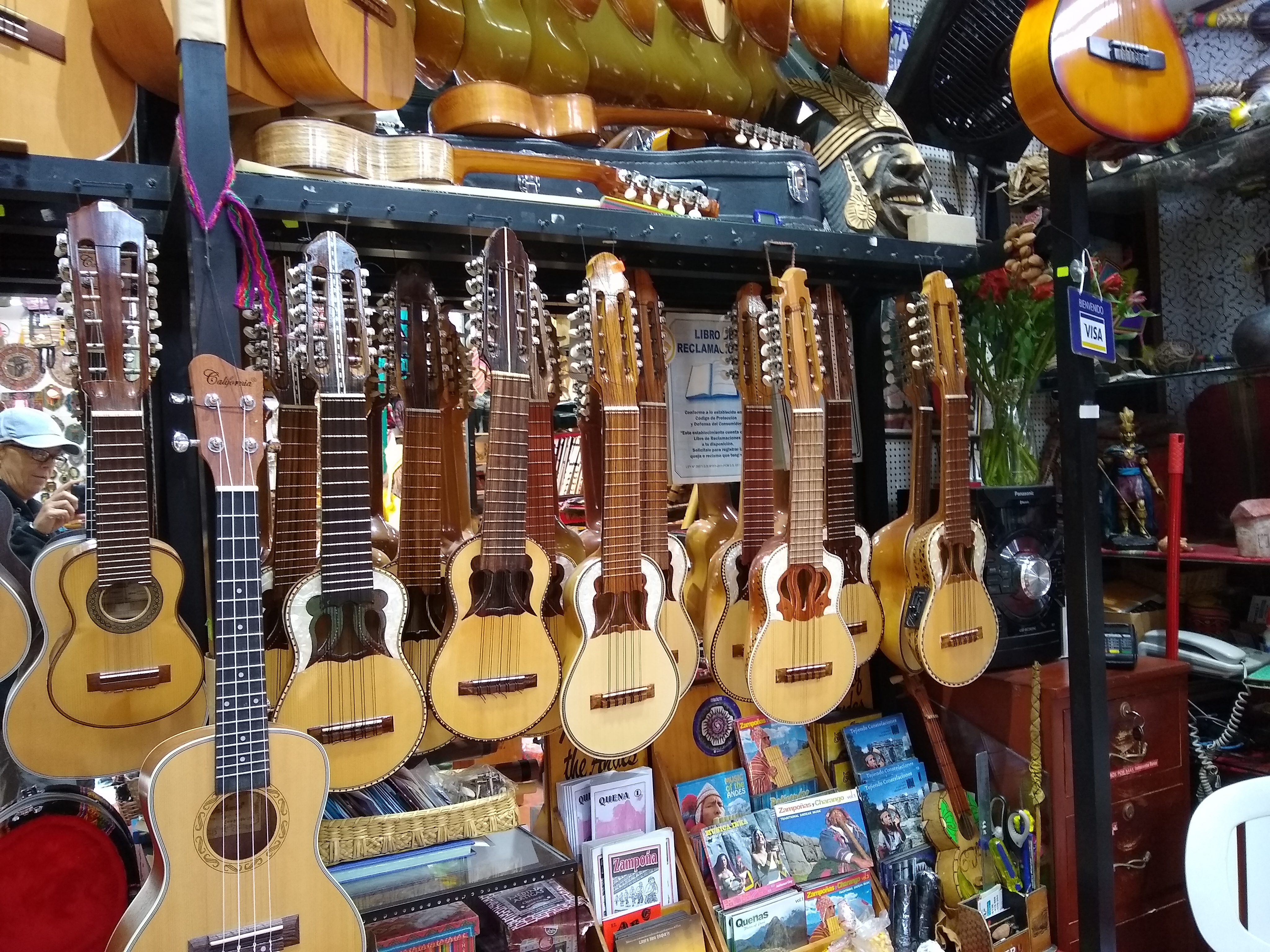
Le charango est intimement lié à la culture péruvienne. Il accompagne les fêtes, les danses et les moments de partage.

Les musiciens andins préhispaniques utilisaient principalement des instruments à vent, comme la quena, le pinkillo, l'erke, l'antara ou siku (également connue sous le nom de zampoña), et le pututo. Ils utilisaient également des instruments de percussion, comme la tinya (tambour à main), les pomatinyas (fabriqués en peau de puma), et les runatinyas (fabriqués en peau humaine), utilisés dans les batailles, ainsi que le wankar, un tambour de grandes dimensions.
Avec l'arrivée des Espagnols, des instruments européens comme les harpes, les guitares, les vihuelas, les bandurrias et les luths ont été introduits. De la combinaison de ces instruments avec les autochtones ont émergé des instruments métis comme la harpe andine et le charango, dont le corps est fabriqué avec la carapace du tatou.

### Danses

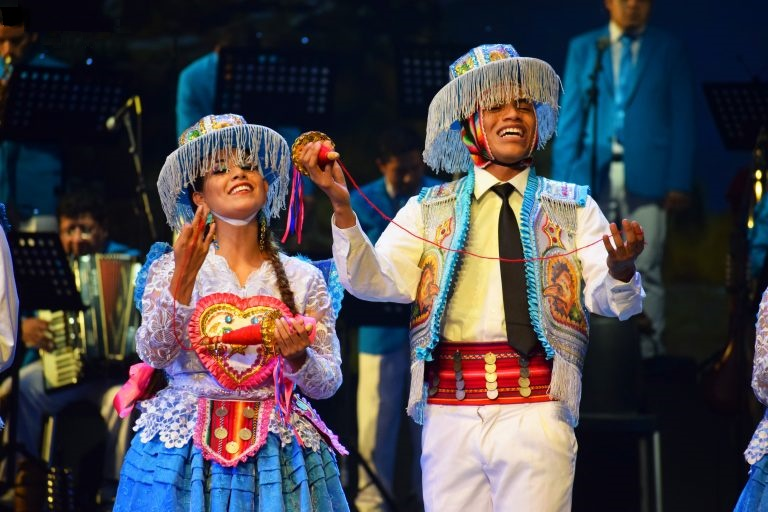
La Kullawada est une danse traditionnelle qui célèbre les récoltes. Les danseurs, vêtus de costumes colorés, imitent les mouvements des agriculteurs.

Le métissage culturel ne s'est pas limité au contact entre les cultures indigènes et européennes; l'influence africaine s'est également manifestée dans les rythmes et les instruments de percussion. Cette influence se reflète dans des formes musicales telles que le festejo et la zamacueca.
Parmi les danses d'origine native, on distingue celles liées au travail agricole, à la chasse et à la guerre. Certaines de ces chorégraphies présentent une certaine influence chrétienne. Deux des danses andines les plus représentatives sont la kashua, de caractère communal, qui se danse en groupe dans des espaces ouverts, et le wayño ou huayno, une danse de salon qui se danse en couple dans des espaces fermés. Sont également d'origine andine le yaraví et le triste, des chansons aux paroles souvent très sentimentales.
Certaines danses rituelles incluent l'achocallo, la pinkillada, la llamerada (qui imite la démarche des lamas), et la kullawada (des fileuses). En ce qui concerne les danses propitiatoires de la chasse, on peut mentionner la llipi-puli et la choq'elas, des danses colorées de l'altiplano liées à la chasse de la vigogne.

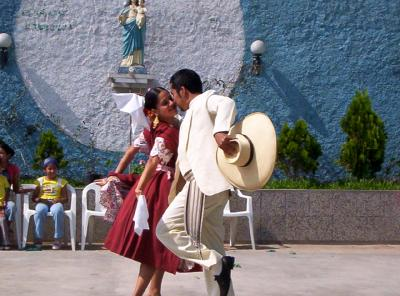
La marinera norteña, un héritage culturel du Pérou, se caractérise par des pas élégants et des mouvements sensuels.

Parmi les danses de guerre se trouvent le chiriguano, d'origine aymara; le chatripuli, qui satirise les soldats royalistes espagnols; et le kena-kenas, qui fait référence aux soldats chiliens qui ont occupé le Pérou pendant la guerre du Pacifique (1879). Il est également pertinent de mentionner les danses de carnaval, une festivité occidentale qui, dans les Andes péruviennes, coïncide avec la période des récoltes; de nombreuses communautés rurales célèbrent cette occasion avec des rites ancestraux et des danses métisses, marquant l'initiation des jeunes et, dans de nombreux cas, la formation de nouveaux couples.
La danse péruvienne la plus connue au niveau international est la marinera norteña, qui représente la galanterie d'un homme envers une jeune fille. Il existe des variantes locales de cette danse à Lima et dans d'autres régions du pays.

### Théâtre
- Théâtre (locaux) au Pérou
- Dramaturges péruviens
- Teatro Peruano Japonés

### Cinéma
- Cinéma péruvien, Du cinéma péruvien
- Films péruviens, Liste de films péruviens
- Réalisateurs péruviens
- Scénaristes péruviens
- Acteurs péruviens
- Actrices péruviennes
- Cinéma d'Iquitos (en), cinéma amazonien
- Festival de Lima Elcine

### Autres scènes: marionnettes, mime, pantomime, prestidigitation
Les arts mineurs de scène, arts de la rue, arts forains, cirque, théâtre de rue, spectacles de rue, arts pluridisciplinaires, performances manquent encore de documentation pour le pays…
Dans le domaine de la marionnette, on relève Arts de marionnette au Pérou sur le site de l'Union internationale de la marionnette (UNIMA).
- Carnavals au Pérou (es)

### Autres
- Vidéo, Jeux vidéo, Art numérique, Art interactif
- Culture alternative], Culture underground

## Tourisme
- Tourisme au Pérou, Du tourisme au Pérou
- Attractions touristiques au Pérou
- Parcs nationaux du Pérou
- Liste des volcans du Pérou
- Conseils aux voyageurs pour la Bolivie
  - France Diplomatie.gouv.fr
  - Canada international.gc.ca
  - CG Suisse eda.admin.ch
  - USA US travel.state.gov
- Iperú, information et assistance au touriste

## Patrimoine

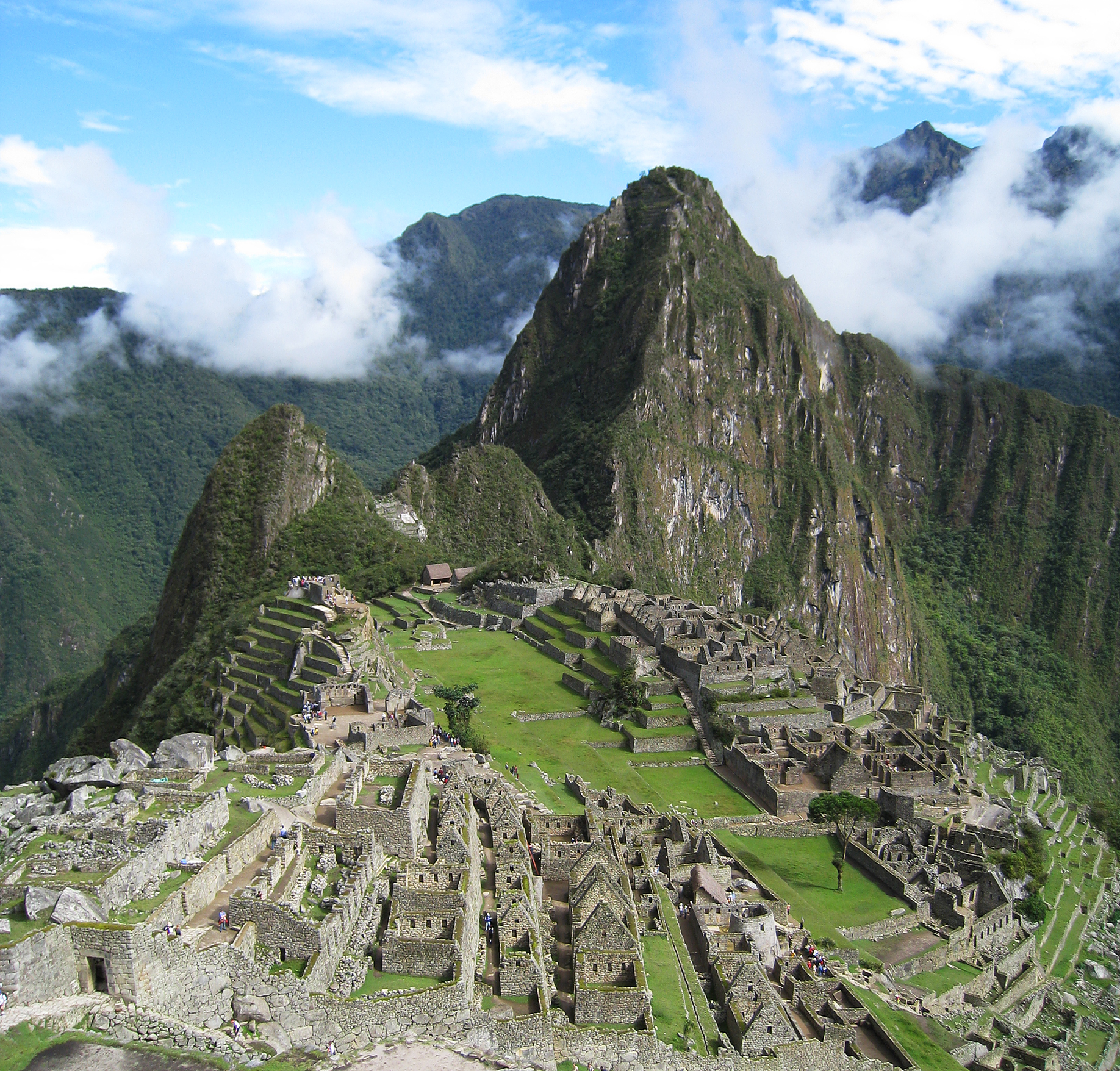
Site de Machu Picchu.

### Musées et autres institutions
- Liste de musées au Pérou

### Liste du Patrimoine mondial
Le programme Patrimoine mondial (UNESCO, 1971) a inscrit dans sa liste du Patrimoine mondial (au 12 janvier 2016) : Liste du patrimoine mondial au Pérou.

### Liste représentative du patrimoine culturel immatériel de l’humanité
Le programme Patrimoine culturel immatériel (UNESCO, 2003) a inscrit dans sa liste représentative du patrimoine culturel immatériel de l'humanité (au 15 janvier 2016) :
- 2008 : Taquile et son art textile[168],
- 2008 : Le patrimoine oral et les manifestations culturelles du peuple Zápara[169],
- 2009 : La sauvegarde du patrimoine culturel immatériel des communautés Aymara de la Bolivie, du Chili et du Pérou[170],
- 2010 : La Huaconada, danse rituelle de Mito[171],
- 2010 : La danse des ciseaux (Quechua)[172],
- 2011 : Le pèlerinage au sanctuaire du seigneur de Qoyllurit'i[173],
- 2011 : Eshuva, prières chantées en Harákmbut des Huachipaire du Pérou[174],
- 2013 : Les connaissances, savoir-faire et rituels liés à la rénovation annuelle du pont Q’eswachaka[175],
- 2014 : La fête de la Virgen de la Candelaria de Puno[176],
- 2015 : La danse Wititi de la vallée du Colca[177],
- 2017 : Le système traditionnel des juges de l’eau de Corongo[178].

### Registre international Mémoire du monde
Le programme Mémoire du monde (UNESCO, 1992) a inscrit dans son registre international Mémoire du monde (au 15 janvier 2016) :
- 2007 : Échantillon de la richesse documentaire de la musique coloniale d’Amérique[179],
- 2013 : Premières éditions péruviennes et sud-américaines (1584-1619)[180],
- 2013 : Registre de voyage des conquistadors ou Livre Becerro[181].

### Filmographie
- Le sel des Incas, film d'Andrea Oster, Arte, ADAV, 2009, 52 min (DVD)
- Les incorruptibles de Lima, film de Christian Siquier, Zaradoc films, Paris, 2010, 26 min (DVD)
- Pérou, soigner au fil de l'eau, film de Vincent Kelner, ADAV, Paris, 2013, 26 min (DVD)